# 哈德良六世

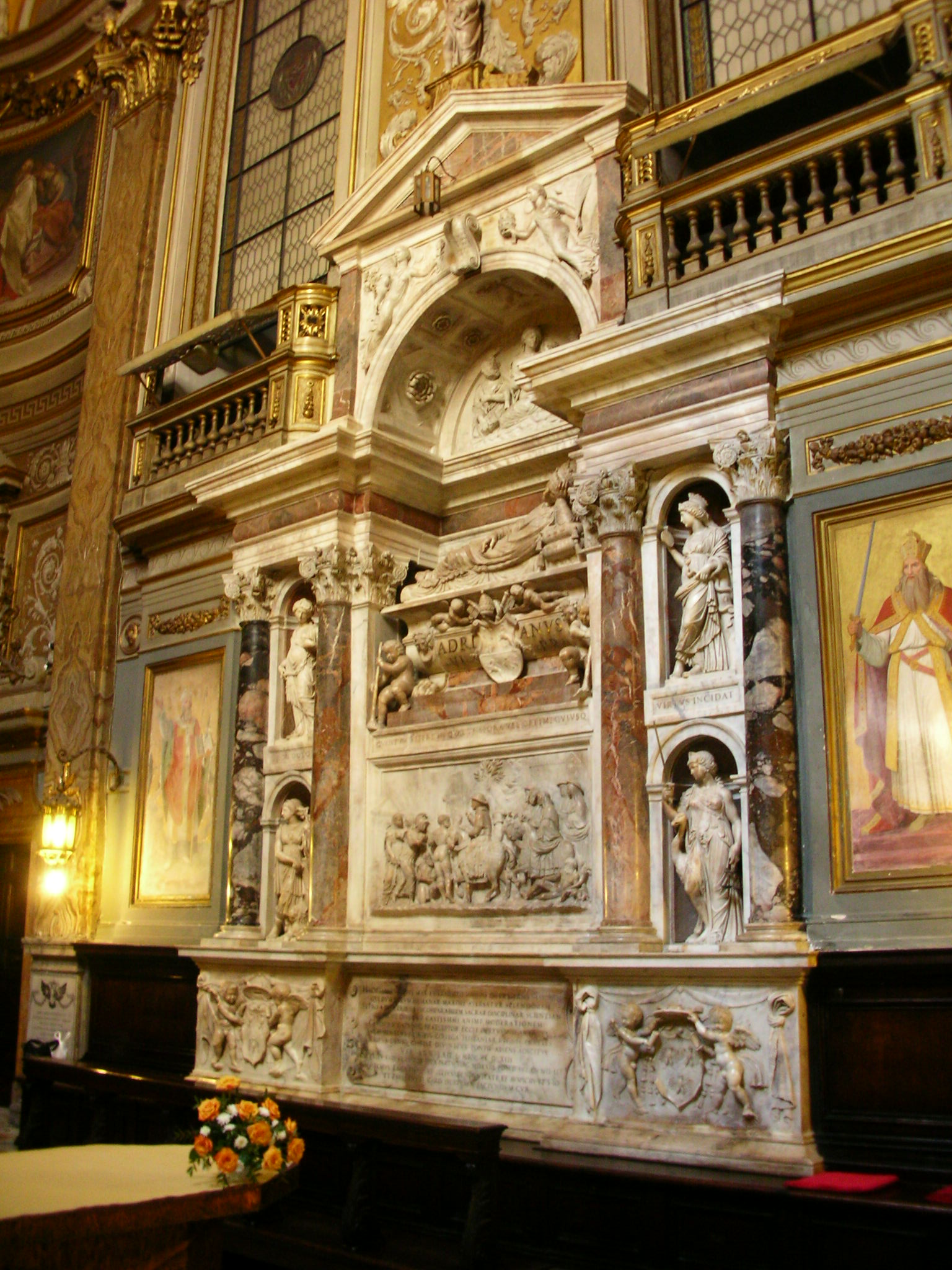
亞德六世

亞德六世（拉丁語：Hadrianus PP. VI；1459年3月2日—1523年9月14日）原名阿德里安·弗洛里松·布延斯（Adriaan Floriszoon Boeyens），1522年1月9日當選教宗，同年8月31日即位至逝世为止。他在任乌得勒支教區主教時试图改革天主教會以应对抗宗教改革的挑战，但是他所做的改革条文大多遭到反对或无人理睬。他是迄今唯一的荷兰（当时属于神聖羅馬帝國）教宗，也是教宗若望保禄二世之前的，少見的非意大利人教宗，也就是历史学家弗朗切斯科·圭恰迪尼（Francesco Guicciardini）所谓的“野蛮人教宗”（pontefice barbaro）。
他的墓誌銘：這裡躺著哈德良六世，他一生最大的不幸是被封為教宗。

## 譯名列表
- 六世：香港天主教教區檔案　歷任教宗作。
- 阿德里安六世：《世界人名翻譯大辭典》1993年版作阿德里安。